# Stuart Attwell
Stuart Steven Attwell (Nuneaton, 6 ottobre 1982) è un arbitro di calcio inglese.

## Carriera
Esordisce nel 2008 in Premier League dirigendo l'incontro tra Blackburn e Hull City del 23 agosto 2008. e diventando così il più giovane arbitro debuttante in massima serie inglese, salvo essere stato "retrocesso" in Football League dal 2012 al 2016.
Nel 2010 dirige due incontri della J1 League, in seguito a un accordo stipulato tra la JFA e la FA.
Il 23 aprile 2024 la UEFA lo ha convocato per il campionato d'Europa 2024 in Germania, nel ruolo di VAR insieme al collega David Coote, agli arbitri Michael Oliver e Anthony Taylor, ed agli assistenti Stuart Burt, Dan Cook, Gary Beswick e Adam Nunn.